# Baseball (jeu vidéo)
Pour les articles homonymes, voir Baseball (homonymie).
Baseball est un jeu vidéo de baseball sorti en 1983, développé par Nintendo R&D1 et édité par Nintendo.

## Système de jeu
Le jeu reprend les règles du baseball.

## Commercialisation
Il est également possible de jouer à ce jeu dans Animal Crossing sur GameCube[réf. souhaitée].

## Accueil
IGN : 5.5/10 (en 2007)
GameSpot : 4.2/10 (en 2006)